# Werderland

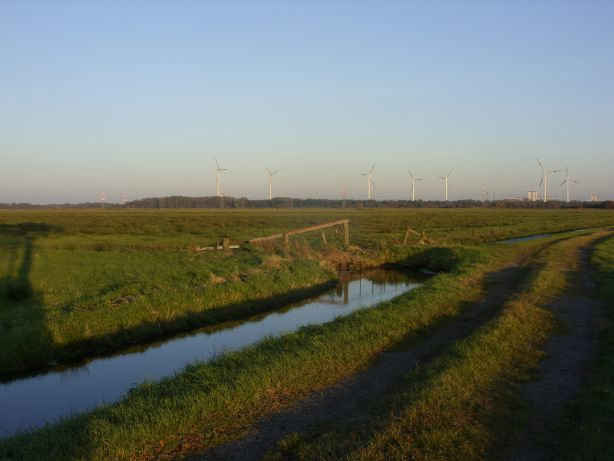
Naturschutzgebiet „Werderland“, Grünland

Das Werderland ist eine Flussniederungslandschaft am rechten Weserufer im Norden von Bremen. Im Norden wird das Werderland von der Lesum begrenzt, im Südwesten von der Weser und im Osten von der Bremer Düne.
Der Ortsteil Werderland im Bremer Stadtteil Burglesum hat eine geringere Ausdehnung als die Landschaft, da das Industrie- und Gewerbegebiet um das Stahlwerk und weitere Reserveflächen zum Ortsteil Industriehäfen gehören.

## Geografie
Das Werderland ist eine Marschlandschaft und liegt überwiegend unter dem Flutniveau der beiden umgebenden Flüsse. Ohne den Schutz der Deiche würde es täglich überflutet werden. Es wird durch Feuchtwiesen geprägt, die durch zahlreiche Gräben und über Siele in die Flüsse entwässert werden. Kleinere Teile des Werderlandes werden von Bruchwald bedeckt. Bei Niederbüren existiert ein Sandspülfeld, das Ödlandcharakter hat. Bei dem im nordöstlichen Werderland gelegenen Dunger See handelt es sich um einen künstlich entstandenen Baggersee.
Im Nordwesten des Werderlandes liegt an der Einmündung der Lesum in die Weser gegenüber von Bremen-Vegesack die Halbinsel „Schönebecker Sand“, auf der sich bis in die 1960er Jahre eine Flussbadeanstalt mit Fährverbindung nach Vegesack befand. Im Zuge des Ausbaus der Weser zur Großschifffahrtsstraße wurde der Sandstrand beseitigt und durch Steinschüttungen ersetzt, was das Ende des Badebetriebes bedeutete. Die Baulichkeiten der Badeanstalt waren über lange Jahre erhalten. Sie wurden von der Sportgemeinschaft Aumund-Vegesack (SAV) bis 2014 sporadisch bewirtschaftet. 2017 kam es zu einem Brand, wenig später erfolgte der Abriss.

## Verkehr und Nahtourismus
Das Werderland ist durch eine schmale, kurvenreiche Straße erschlossen, die parallel zu den beiden Flüssen verläuft. Nur entlang dieser Straße ist das Werderland bewohnt. Öffentliche Verkehrsmittel existieren entlang des zunächst „Lesumbroker Landstraße“, später „Niederbürener Landstraße“ benannten Straßenzuges nicht. Die restlichen Teile des Gebietes werden im Wesentlichen weidewirtschaftlich genutzt. Das Gelände wird von einem für Fußgänger und nur bedingt für Radfahrer befahrbaren unbefestigten Pfad durchquert, der als Naturlehrpfad („Ökopfad“) ausgebaut ist. Abseits dieses Pfades ist es nicht gestattet, die Wiesen zu betreten. Seit Anfang 2010 gibt es einen befestigten Wanderweg, der auch mit dem Rad befahrbar ist. Dieser führt vom Dunger See über mehrere Brücken relativ geradlinig zum Wendeplatz bei der Moorlosen Kirche, und verläuft dabei teilweise direkt an der Grenze zum Gelände der Stahlwerke. Ansonsten gibt es noch mehrere vorwiegend landwirtschaftlich genutzte Feldwege. In den 1970er Jahren gab es Pläne eine Schnellstraße, die sogenannte Werderlandtrasse, durch das Gebiet zu bauen.

## Wasserhaushalt
Hochwasserschutz und Entwässerung des Werderlandes obliegen dem Bremischen Deichverband am rechten Weserufer. Im Gegensatz zum größten Teil des Verbandsgebietes wird es nicht durch das Schöpfwerk Wasserhorst entwässert. Und es hat keinen natürlichen Zufluss. Der Wasserhaushalt wird durch zwei Siele im Lesumdeich geregelt: Das Burger Siel nahe der Burger Straßenbrücke ermöglicht eine Frischwasserzufuhr ins Grabennetz des Werderlandes, hat also keine klassische Sielfunktion mehr. Das Vierstückensiel westlich des Lesumsperrwerk dient der Entwässerung des Gebietes, ist also ein klassisches Siel in der vordersten Deichlinie.

## Natur
Das Werderland besteht größtenteils aus unter Naturschutz stehendem Grünland. Unter anderem zur Erhaltung der Landschaft in ihrem jetzigen Zustand wird es überwiegend beweidet, da sonst die Freiflächen verbuschen würden. Neben den großflächigen Feuchtwiesen umfasst das Werderland einen Bruchwald und das Ödlandgebiet des Niederbürener Sandspülfeldes. Dementsprechend zeigt das Gebiet eine große Artenvielfalt. Im Umfeld des Entwässerungsgräben findet man den seltenen Eisvogel. In den Gräben wächst unter anderem die seltene Krebsschere. In den Wiesen brüten charakteristische Vögel wie die Uferschnepfe. Am Dunger See finden sich verschiedene Entenarten, Haubentaucher und Kormorane. Das Sandspülfeld ist Lebensraum der Blauflügeligen Ödlandschrecke.
Das Naturschutzgebiet Werderland wird vom BUND Landesverband Bremen betreut.

## Geschichte

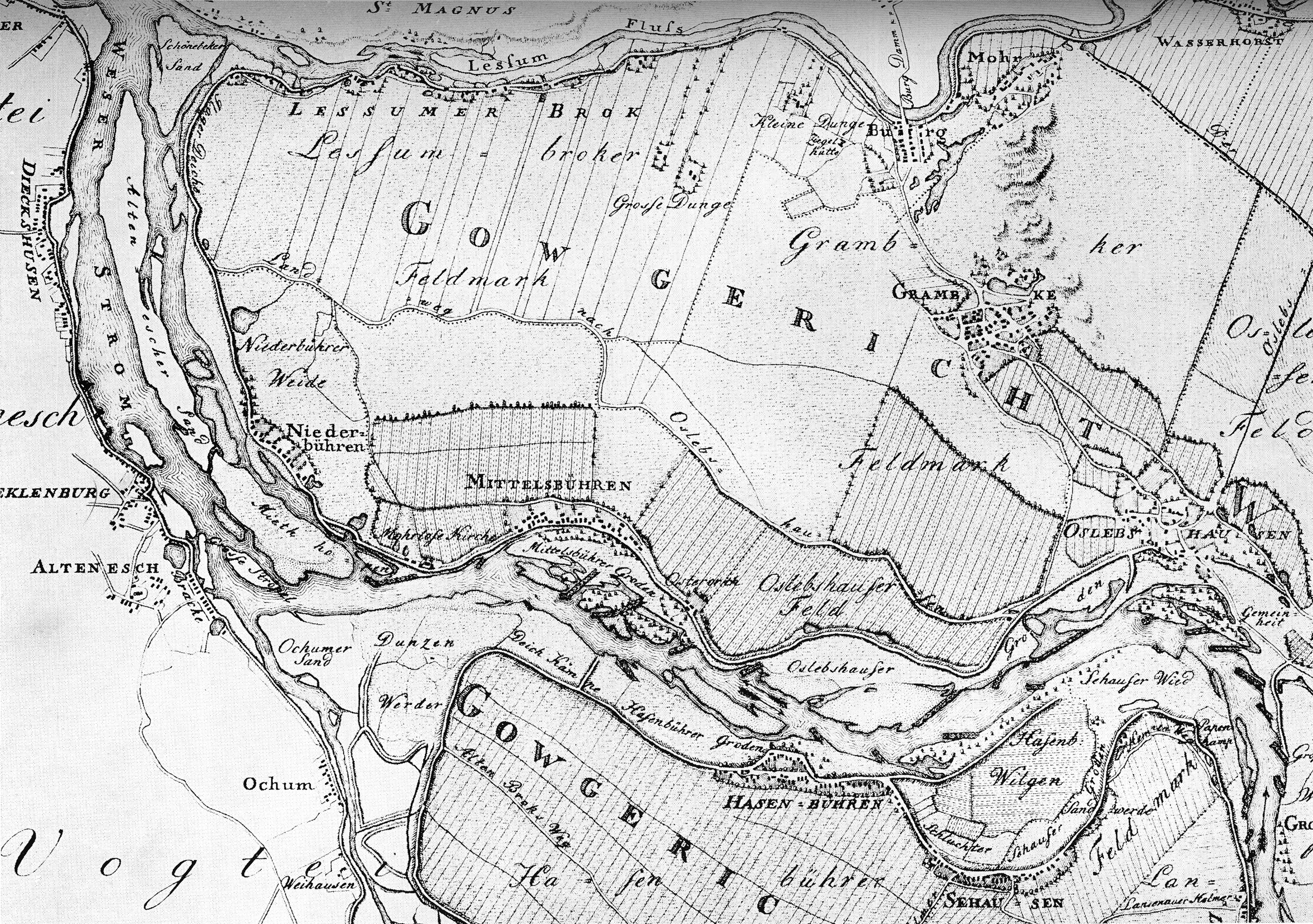
Das Gohgericht Werderland – Ausschnitt einer Karte aus dem Jahr 1806 von Christian Abraham Heineken

In vor- und vielleicht noch frühgeschichtlicher Zeit ist die Weser wohl unterhalb des heutigen Oslebshausen nach Norden geflossen und so ein großer Teil der heutigen Lesum ein Stück des Weserlaufs gewesen. Seit wann die Weser etwa ihren heutigen Verlauf hat, darüber gehen die Meinungen auseinander.
Entlang der das Werderland begrenzenden Flüsse erstrecken sich mehrere Ansiedlungen mit dörflichem Charakter, die keine selbständigen politischen Einheiten mehr darstellen. Am Ufer der Lesum liegt das langgezogene Dorf Lesumbrok. Entlang der Weser erstreckt sich im Südwesten Niederbüren sowie östlich davon Mittelsbüren.

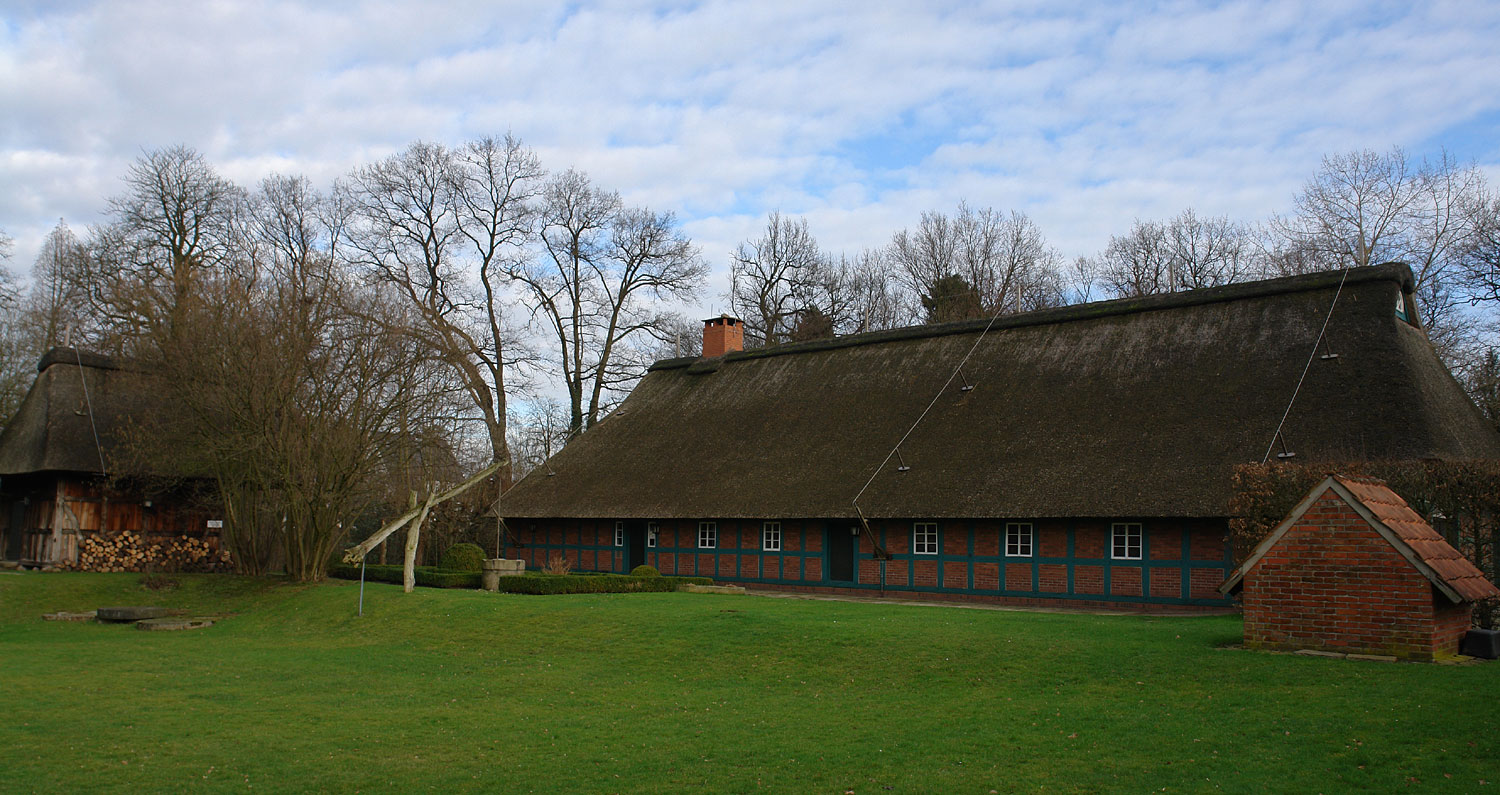
Haus Mittelsbüren von 1586 im Park des Focke-Museums

Vor dem Bau des Hüttenwerkes war Mittelsbüren erheblich größer. Der gesamte östliche Teil von Mittelsbüren wurde ab 1955 von der Industrieansiedlung in Anspruch genommen, so dass unmittelbar an der Grenze des Stahlwerksgeländes lediglich ein kleiner Teil mit einem Gasthaus, der ehemaligen Dorfschule und der an der Stelle eines 1845 abgerissenen Vorgängerbaus aus dem 14. Jahrhundert 1846/47 im neugotischen Stil erbauten Moorlosen-Kirche erhalten ist. Der abgegangene Teil von Mittelsbüren bestand vor allem aus jahrhundertealten Niedersachsenhäusern, von denen eines abgetragen und unter Verwendung der originalen Bausubstanz auf dem Gelände des Bremer Focke-Museums wieder aufgebaut wurde. Gänzlich der Industrieansiedlung musste der östliche Mittelsbürener Ortsteil Osterort weichen. An der Moorlosenkirche befindet sich eine Anlegestelle für die Fahrgastschifffahrt auf der Weser zwischen Bremen und Bremerhaven.
Südlich von Lesumbrok befanden sich bis zu ihrem Abriss in den 1970er Jahren unter anderem die Landgüter „Kleine“ und „Große Dunge“ sowie der Martenssche Bauernhof. Während des Zweiten Weltkrieges war der sechzehnjährige polnische Jugendliche Walerian Wróbel hier auf Letzterem als Zwangsarbeiter eingesetzt. In der Hoffnung, dass man ihn deswegen nach Polen zurückschicken würde, zündete er 1941 eine Scheune an. Wróbel wurde jedoch zum Tode verurteilt und 1942 hingerichtet.
Im Bereich der Großen Dunge sollte in den 1980er Jahren ein Friedhof angelegt werden. Aufgrund des zurückgegangenen Bedarfs an Bestattungsplätzen wurde das bereits weitgehend hergerichtete Gebiet für eine Nutzung als Golfplatz umgestaltet. Daneben wurde 1995 von Mitgliedern des Vereins Weidedamm ein Ökodorf gegründet. Weil zwischen Hemmstraße und Bürgerpark der Bau von 1300 Wohnungen vorgesehen war, sollten die rund 50 Mitglieder des Vereins von Findorff ins Werderland umziehen.

## Industrieansiedlung
Nach Osten hin wird das Gelände durch das Werksgebiet der ArcelorMittal Bremen begrenzt, das in den 1950er Jahren auf einem Teil des Werderlandes errichtet wurde. Durch die Industrieansiedlung gerieten Niederbüren und der Rest von Mittelsbüren in eine Abseitslage, da die direkt in Richtung Burg-Grambke bzw. Oslebshausen führenden Straßen unterbrochen wurden.
In den Wiesengebieten der Werderlandes wurden in den vergangenen Jahren mehrere Windräder errichtet.